# Тектам
Тектам (Тексаф, Тейтам, Тектай; др.-греч. Τέκταμος или Τέκσαφος, Τεύταμος, Τεκταῦος, Τεκταῖος) — персонаж древнегреческой мифологии. Сын Дора, внук Эллина. Согласно Диодору, переправился на Крит во главе эолийцев и пеласгов и стал царём острова. Это третье из племён, переселившихся на Крит; по другой версии, Тектам был главой дорийцев и ахейцев. Женился на дочери Крефея, сын Астерий.
В его честь названа линия Тектам на спутнике Юпитера Европе.